# Murielle Joudet
Murielle Joudet, née en 1991, est une critique de cinéma française, et auteure d'ouvrages portant sur le cinéma. Elle collabore régulièrement avec Le Monde, et Les Inrockuptibles, et participe à des émissions sur Radio France.
Autrice de biographies sur Isabelle Huppert, Catherine Breillat, Hitchcock et Gena Rowlands, elle reçoit pour son ouvrage sur cette dernière, en 2021, le Prix du livre cinéma,,,décerné par le CNC et le Syndicat Français de la Critique de Cinéma.
En 2023, lors de la 78e cérémonie de remise des Prix du Syndicat de la Critique, Murielle Joudet se voit décerner le Prix Michel Ciment du meilleur ouvrage français sur le cinéma,.

## Ouvrages
- Murielle Joudet, Isabelle Huppert: Vivre ne nous regarde pas. 2018, Capprici éditions, 228 p.
- Murielle Joudet, Gena Rowlands : On aurait dû dormir. 2021, Capprici éditions, 338 p.
- Bernard Benoliel (dir.), Murielle Joudet, Gilles Esposito et Jean-François Rauger, Hitchcock - La Totale. 2021, E/P/A, 752 p.
- Murielle Joudet, La Seconde Femme - Ce que les actrices font à la vieillesse. 2022, Premier parallèle, 221 p.
- Catherine Breillat (auteure) et Murielle Joudet (intervieweuse), Je ne crois qu'en moi. Entretiens avec Murielle Joudet. Capprici éditions, 2023, 216 p.